# Merzi, Çankırı
Merzi là một xã thuộc thành phố Çankırı, tỉnh Çankırı, Thổ Nhĩ Kỳ.